# Didemnum fuscum
Didemnum fuscum är en sjöpungsart som beskrevs av Sluiter 1909. Didemnum fuscum ingår i släktet Didemnum och familjen Didemnidae. Inga underarter finns listade i Catalogue of Life.